# 聖さやか
聖 さやか（ひじり さやか、1981年2月22日 - ）は、日本の元AV女優。
富山県出身。血液型:AB型。身長:160cm 。スリーサイズ:B100（H-70）・W59・H85。

## 略歴・人物
1999年より「伊吹まりあ（伊吹マリア）」「沢村奈々」「森田なお」などの名前でAV女優として活動。
2000年4月に『100ℓ GIRL』で「聖さやか」としてデビュー。
2001年に引退。
趣味:ショッピング
特技:新体操、料理

## 出演作品

### アダルトビデオ（撮りおろし作品）

#### 伊吹まりあ（伊吹マリア） 名義
1999年
- ROXY GIRL4 18（12月、桃太郎映像出版）
- 喪服伝説 1（オブテイン・フューチャー）
- 素人淫乱倶楽部 美少女快感遊戯 Vol.7（SHOEI）

#### 沢村奈々 名義
1999年
- LESBIAN REFLECTION 2（12月、MAX CLUB）
- 女子高生飲尿シリーズ 「い・じ・め」餌食 No.40 奈々（アトラスメイフェアー）

2000年
- OL GAL 3（2月、チャージプランニング）
- はがしや 2（3月、クライムプロジェクト）
- ギャルズパラダイス 巨乳お姉さんはボクのもの Vol.2（4月、カイトプラン）
- 100% parapara VOL.1（7月13日、エクストリーム）
- しみ大好きシリーズ 「エンジェルジュース」 第16巻 奈々ちゃん（アトラスメイフェアー）
- 広尾駅前で見つけためちゃイケ娘! 新山理紗・沢村奈々（みるきぃぷりん♪）
- 劇空間デート 2（フリーダフリークス）

#### 森田なお 名義
2000年
- 私立美少女学園 VOL.5（3月1日、アイデアポケット）…共演：坂井ことみ・工藤楓

#### 聖さやか 名義
2000年
- 100ℓ GIRL（4月22日、KUKI）
- ダイナマイト・キューティー（5月22日、KUKI）
- めちゃパイ娘。（6月23日、アリスJAPAN）
- 神様がくれたジューシーボディー（7月14日、マックス・エー）
- 「痴」女優 Vol.21（9月8日、ワープエンタテインメント）
- 聖さやかのはじめての乳もみ（9月20日、ディープス）
- 好きにしていいよ（9月30日、メディア・タイフーン）
- FACE 22（9月、アウダースジャパン）
- 恥まみれ Vol.7　（10月1日、ワンズファクトリー）
- COSTUME PRINCESS（10月2日、MOODYZ）
- ドリームシャワーNo.26（10月6日、ワープエンタテインメント）
- ミルキーバスト（10月26日、マックス・エー）
- 人間廃業（10月27日、ジャパンホームビデオ）
- Private Idol ～素顔のままで～（11月5日、ディープス）
- 聖露出（11月20日、ナチュラルハイ）
- INNOCENT（11月24日、KUKI）
- Temptation～誘惑～（11月25日、ビッグモーカル）
- 女尻（12月26日、アリスJAPAN）
- Happy Date（12月26日、ワンズファクトリー）
- スーパーダイレクトデラックス 2 聖さやか（インナービジョンズ）

2001年
- 聖乳（1月28日、ビッグモーカル）
- パフパフしてネ（2月7日、TMA）
- 早熟アイドル（2月16日、マックス・エー）
- [R]（3月2日、VIP）
- 猥褻ジェネレーション（3月23日、VIP）
- 終焉（4月12日、レイディックス）
- うわさの二人（4月16日、マックス・エー）…共演：広末奈緒
- 乱交（6月1日、ムーディーズ）
- The Most Exciting Feel（7月9日、オブテイン・フューチャー）
- 熟れっ娘 聖さやかvs広末奈緒（9月20日、サクセス・ビデオ・コミュニティー）
- 聖露出DVDスペシャル（11月20日、ソフト・オン・デマンド）
- 聖さやかの箱（11月30日、ゾーンワークス）

発売年不明
- SUPERバスト100伝説（レイディックス NB-18）VHS

### アダルトビデオ（オムニバス作品、編集もの、BESTもの）
2000年
- 原点＋α しいな純菜・可愛あずさ・聖さやか 他（8月10日、KUKI）

2001年
- 乳TANKの天使たち 8 小林ひとみ・イヴ・聖さやか 他（1月18日、KUKI）
- My Little Sister 240minスペシャル 聖さやか・河合まみ・河合もも・田村麻里江（3月9日、ビッグモーカル）
- 人間廃業ファイル VOL.4 沢田舞香・夢野まりあ・聖さやか・金沢文子・桜井風花（3月16日、アリスJAPAN）
- プリンセス・ドリーム 3 千夏・後藤まみ・聖さやか 他（3月17日、メディア・タイフーン）
- Temptation 240minスペシャル 聖さやか・沢田舞香 他（5月21日、ビッグモーカル）
- TANKアーカイブ 光月夜也・持田薫・瞳リョウ・聖さやか 他（8月31日、KUKI）
- プレミアアイドル6パック ver.2 聖さやか・渡瀬晶・藤谷しおり 他（9月14日、KUKI）
- CUP NUDE More E 山口ナオミ・聖さやか 他（10月12日、KUKI）
- BIGMORKAL DVD ANTHOLOGY50 The Second 聖さやか・森村ハニー・白川なる美 他（10月12日、ビッグモーカル）
- 聖さやかBEST（10月16日、マックス・エー XS-2241）
- 女尻 CLIMAX 6th 宮澤ゆうな・聖さやか・椎名真希 他（11月16日、アリスJAPAN）
- CUP NUDE More D 山口ナオミ・聖さやか・河愛あずさ 他（11月16日、KUKI）
- スーパービッグコレクション～満たしてくれた女たち～ 聖さやか・津野田薫・大崎なる美 他（11月21日、ビッグモーカル）
- スーパービッグコレクション AVアイドル24人4時間スペシャル 小池亜弥・夢野まりあ・聖さやか 他（12月14日、ビッグモーカル）

2002年
- 人間廃業ファイル 2002 聖さやか・金沢文子・夢野まりあ 他（1月15日、アリスJAPAN）
- プラチナAVアイドル 22人のエンジェル 全22名（1月25日、TMA）＊オムニバス作品
- 巨乳女優限定! 4時間RE-MIX 聖さやか・山咲あかり 他（3月8日、日本メディアサプライ）
- BUSTXBUSTXBUST 完全巨乳限定 聖さやか・浅倉みるく・山咲あかり 他（3月20日、ワープエンタテインメント）
- 女尻クライマックス 5 宮澤ゆうな・聖さやか 他（3月22日、アリスJAPAN）
- KUKI Best COLLECTIONS VOL.5 可愛あずさ 聖さやか 北条香理 森野いずみ 白川瀬里奈（3月22日、KUKI KDV127）全5名
- Venus Re-mix Vol.10 来生ひかり・聖さやか・友崎りん 他（4月26日、アリスJAPAN）
- アイドル4時間 森村ハニー・椎名真希・秋吉里香・聖さやか 他（5月17日、アリスJAPAN）
- ハッピーデートDX 2 山内しおり・加藤愛美・聖さやか 他（5月28日、ワンズファクトリー）
- 恥まみれDX 2 国府田ひとみ・聖さやか・久保みなみ 他（5月28日、ワンズファクトリー）
- THE BEST OF WANZ 1（6月1日、ワンズファクトリー）多数出演＊オムニバス作品
- 私立美少女学園 総集編 3（7月8日、アイデアポケット）＊オムニバス作品 ＊森田なお 名義
- 巨乳スローモーション 小泉麻由・星川みなみ・藤崎彩花・聖さやか 他（7月15日、ムーディーズ）
- Star Doubles 02 木下まこ・聖さやか（7月17日、ワープエンタテインメント）
- 桃太郎 The Best 3 ナツエロ 長瀬愛・聖さやか・笠木忍 他（7月26日桃太郎映像出版）
- ドリシャ伝説 全26名（9月6日、ワープエンタテインメント）＊オムニバス作品
- ユーザーズチョイス!! 1 聖さやか・後藤まみ 他（9月19日、ワープエンタテインメント）
- 姫盛り 2 椎名真希・聖さやか・藤谷しおり 他（9月25日、アートモデルズ）
- COSTUME PRINCESS 総集編 金沢文子・岡田純菜・聖さやか 他（12月1日、ムーディーズ）
- FACE スペシャルエディション 巨乳selection 01 石絵未季・里美由梨香・聖さやか（12月5日、アウダースジャパン）
- MAX-A Anniversary III 葵みのり・聖さやか・深田美穂 他（12月6日、マックス・エー XV-098）
- 聖露出 COLLECTORS BOX VOL.1 聖さやか・葉月ありさ 他（12月6日、ナチュラルハイ）
- 有名単体女優25人のオナニーばっかり集めました。 夕樹舞子・聖さやか・鈴木麻奈美・金沢文子 他（12月15日、ムーディーズ）

2003年
- AV女優8人祭り 渡瀬晶・三浦あいか・麻宮淳子・聖さやか 他（1月21日、レイディックス）
- MAX-A Anniversary 2 聖さやか・深田美穂・鮎川あみ 他（1月28日、マックス・エー XS-2282）
- 美尻伝説 聖さやか・宝来みゆき・笠木忍（2月1日、ゾーンワークス）
- SEMEN×BOIM 真樹さくら・聖さやか・湯川えり 他（3月20日、ワープエンタテインメント）
- 巨乳極乳PREMIUM 川浜なつみ・大浦あんな・夢野まりあ・聖さやか 他（3月28日、TMA）
- ショートカットガールズ 宝来みゆき・笠木忍・金沢文子・聖さやか 他（4月1日、ゾーンワークス ZW-026）DVD
- ムーディーズ女優コレクション 1 夕樹舞子・菊池えり・聖さやか・川村りさ 他（4月1日、ムーディーズ）
- ハメ撮りBEST 聖さやか・小沢まどか 他（6月1日、TMA）
- 特選ファック ～女優19名ツメ折り編集保存版（6月5日、ナチュラルハイ）＊オムニバス作品
- ハメ撮り4時間BEST 後藤えり子・小沢まどか・深田涼子・聖さやか 他（9月1日、ジーオーティー）＊オムニバス作品
- 過激露出スペシャル うさみ恭香・くらもとまい・河合純・聖さやか 他（9月5日、ナチュラルハイ）
- BIGMORKAL HISTORY ERO BEST 8時間 朝河蘭・清水かおり・聖さやか 他（12月12日、ビッグモーカル）
- ショートカットの女の子 15 橘涼子・三浦あいか・聖さやか 他（ムーディーズ MDE-038）VHS

2004年
- AV Queen's 30人BOX（5月21日、デジタルバンク）＊オムニバス作品
- ユーザーズチョイス!! 5 ザーメンアワード 2003 後藤まみ・聖さやか・末永亜美 他（6月4日、ワープエンタテインメント）
- Boin Mix BOMB 鮎川あみ・深田美穂・美竹涼子・聖さやか 他（6月18日、マックス・エー）
- メモリアル 聖さやか（7月30日、メディアバンク）
- Ribon PARTY おっぱい12人祭り 北川美果・麻生まりも・聖さやか 他（9月10日、VIP）
- BIGMORKAL HISTORY ERO BEST 8時間 SECOND 朝河蘭・清水かおり・聖さやか・堤さやか 他（11月12日、ビッグモーカル）

2005年以降
- 巨乳 GLAMOROUS RED 240min 黒沢愛・彩名杏子・薫桜子・聖さやか 他（2006年9月29日、KUKI）
- 7つのコスチュームでパコパコパラダイス 夕樹舞子・聖さやか（2007年1月25日、アウトビジョン）
- KUKIピンクファイル（2008年8月22日、KUKI）
- MAX-A 15周年Special 極上アイドルHistory 金沢文子・あいだゆあ・早坂ひとみ・聖さやか 他（2008年10月10日、マックス・エー）
- THE AV WORLD SPECIAL 夢の24時間SPECIAL BOX 全56名（2009年3月19日、ROOKIE）＊オムニバス作品
- ナチュラルハイ10周年記念 過激露出作品集 結城杏奈・今井優紀・聖さやか 他（2009年11月19日、ナチュラルハイ）＊オムニバス作品
- あの時、彼女達は18歳だった。有名女優のデビューをプレイバック!!（2010年7月23日、マックス・エー）＊オムニバス作品
- MAX-A 15年分2000本の作品から厳選した巨乳BEST!!（2011年1月28日、マックス・エー）多数出演＊オムニバス作品
- フェチモード AVアイドルの乳で抜け!! 4時間 水城奈緒・音羽レオン・黒川きらら・聖さやか 他（2012年1月13日、KUKI）多数出演＊オムニバス作品
- 復刻セレクション NEO Wパック（2014年5月9日、KUKI）＊「100ℓ GIRL」「ダイナマイト・キューティー」を収録

## 書籍

### 写真集
- 聖さやか写真集 Superバスト100伝説（2001年4月20日、エム・ウェーブ）撮影:竹内彩 ISBN 9784901219129